# Segretario comunale e provinciale
Il Segretario Comunale o Provinciale (ovvero Segretario Generale, talvolta Direttore Generale), nell'ordinamento giuridico italiano, è il massimo dirigente amministrativo nonché organo monocratico rispettivamente del comune e della provincia. È dipendente del Ministero dell'Interno ma presta servizio presso il comune o la provincia dove svolge compiti di collaborazione e funzioni di assistenza giuridico-amministrativa nei confronti degli organi dell’ente in ordine alla conformità dell’azione amministrativa alle leggi, allo statuto ed ai regolamenti.
In qualità di pubblico ufficiale cura la verbalizzazione delle riunioni del Consiglio e della Giunta, esercita la funzione di notaio nell’interesse dell’ente ed è garante dell’imparzialità, dell’anticorruzione e della trasparenza dell’azione amministrativa.
In qualità di dirigente apicale sovrintende allo svolgimento delle funzioni dei dirigenti degli altri uffici e ne coordina l’attività.

## Storia

### Nell'Italia preunitaria
Il segretario comunale rappresenta l'evoluzione storica della figura del cancelliere del comune, sorta in età comunale e mantenutasi fino all'epoca moderna. Una figura analoga era già presente in tutti gli stati italiani preunitari, anche se variamente denominata ("segretario" nel Regno di Sardegna e nello Stato Pontificio, "cancelliere" nel Regno Lombardo-Veneto e nel Ducato di Parma, "cancelliere-archiviario" nel Regno delle Due Sicilie, "segretario comunale" nel Granducato di Toscana).

### Dall'unità d'Italia al secondo dopoguerra
Con l'unità d'Italia la legge 20 marzo 1865, n. 2248 all'allegato A) stabiliva all'articolo 10 che "ogni comune ha un Consiglio comunale e una Giunta municipale. Deve inoltre avere un segretario e un ufficio comunale. Più Comuni possono prevalersi dell'opera di uno stesso segretario". Il segretario comunale era nominato dal consiglio comunale, che lo doveva scegliere tra gli abilitati alla professione in virtù di una patente conseguita a seguito di esami sostenuti in prefettura. Il nuovo regolamento di esecuzione del Regio decreto 10 febbraio 1889, n. 5921 - emanato con Regio Decreto 12 febbraio 1911, n. 297 - introdusse la disciplina pubblicistica dell'impiego comunale, rendendo obbligatorio il concorso pubblico anche per il reclutamento dei segretari. Lo stesso regolamento prevedeva la partecipazione del segretario alle sedute della giunta con voto consultivo di legittimità, sebbene non obbligatorio.
Durante il ventennio fascista con la legge 13 dicembre 1928, n. 2944 - di conversione del regio decreto legge 17 agosto 1928, n. 1953 - i segretari divennero dipendenti statali: ne venne stabilito l'accesso tramite concorso pubblico e i vincitori sarebbero stati nominati dal prefetto della provincia interessata. Dopo la caduta del fascismo e con la nascita della Repubblica Italiana venne ripristinata l'elettività degli organi di governo degli enti locali, ma non fu innovata la disciplina dei segretari comunali e provinciali, che continuavano a essere funzionari statali, nominati dal prefetto e retribuiti dall'ente presso il quale prestavano servizio; tale soluzione fu invano avversata, tra gli altri, dai sindaci delle maggiori città, che rivendicavano il ritorno alla possibilità di scelta tra gli appartenenti alla categoria. La disciplina dello status e del ruolo fu successivamente riordinata col D.P.R. 4 dicembre 1997, n. 465.

### La riforma Bassanini e il TUEL
Fu con la legge 15 maggio 1997, n. 127 che venne riconosciuta ai sindaci e ai presidenti delle province la possibilità di scegliere il segretario nell'ambito dell'albo all'uopo istituito. Il segretario cessava, così, di essere un dipendente dello Stato e diveniva dipendente dell'Agenzia per la gestione dell'albo; nel contempo, le modalità di nomina accentuavano il suo rapporto fiduciario con il capo dell'amministrazione. Quest'ultimo aspetto, se da taluni veniva ritenuto funzionale al nuovo assetto organizzativo degli enti territoriali, nel quale assume un ruolo centrale la figura del sindaco e del presidente della provincia eletto direttamente dal popolo, veniva da altri aspramente criticato, accostandolo alle logiche dello spoils system e facendo notare la contraddittorietà del legame fiduciario con il vertice politico dell'ente di un organo il cui ruolo precipuo è garantire la legalità dell'operato di quello stesso ente. Le due figure del segretario provinciale e del segretario comunale vennero poi disciplinate in modo unitario dalla Parte I, Titolo IV, Capo II del d.lgs. 18 agosto 2000, n. 267 (Testo unico delle leggi sull'ordinamento degli enti locali).

### Il governo Renzi e la tentata abolizione
Durante il governo Renzi, nel corso del 2015 si è discusso della possibilità dell'abolizione della figura del segretario comunale da parte del governo italiano e reintroducendo la figura del direttore generale, ma l'ipotesi ha incontrato diverse resistenze. Tale volontà, pur non essendo suffragata da adeguate ed esplicite motivazioni, è stata più volte espressa in numerosi documenti ufficiali e ufficiosi promananti dal governo stesso, nonostante i pareri esplicitamente contrari delle autonomie locali, di nove regioni italiane (Liguria, Marche, Lombardia, Campania, Abruzzo, Piemonte, Basilicata, Puglia e Toscana), di vari costituzionalisti e alti magistrati, della Corte dei Conti e del presidente dell'Autorità nazionale anticorruzione (ANAC), Raffaele Cantone; la disposizione, tuttavia, è stata inserita nel d.d.l. 1577 di riforma della P.A., elaborato dal governo Renzi, divenuto poi legge 7 agosto 2015, n. 124. La norma conteneva una delega per consentire al governo la rielaborazione della disciplina della dirigenza, che però non è stata mai attuata in quanto il decreto venne dichiarato viziato in alcune sue parti dalla Corte costituzionale con sentenza del 25 novembre 2016, n. 251.

## Disciplina normativa
Il TUEL dispone che il Comune e la Provincia hanno un segretario titolare che svolge compiti di collaborazione e funzioni di assistenza giuridico-amministrativa nei confronti degli organi dell'ente in ordine alla conformità dell'azione amministrativa alle leggi, allo statuto e ai regolamenti. Dal punto di vista organizzativo dipende funzionalmente dal sindaco o dal presidente della provincia.

### Accesso alla qualifica
Il segretario è scelto tra coloro che siano in possesso di diploma di laurea in giurisprudenza, scienze politiche, o economia e che abbiano, prima, vinto un apposito concorso nazionale e, poi, un corso-concorso pubblico per esami presso il ministero dell’interno. Solo alla fine si viene iscritti all'albo nazionale dei segretari comunali e provinciali, che è articolato in sezioni regionali. Il corso ha la durata di 8 mesi (6 di formazione e due di tirocinio pratico presso uno o più comuni) e si conclude con un esame finale e l'iscrizione all'albo nella fascia professionale C, che consente la nomina in comuni di classe IV (con popolazione fino a 3.000 abitanti).

### Il rapporto di lavoro
Il segretario comunale e provinciale ha con il comune e la provincia un rapporto di servizio ma non un rapporto di lavoro dipendente, che intercorre invece con lo Stato attraverso il Ministero dell'Interno.
In precedenza tale rapporto di lavoro intercorreva con l'Agenzia autonoma per la gestione dell'albo dei segretari comunali e provinciali, ente pubblico istituito dall'art. 17, comma 76, della legge 15 maggio 1997, n. 127. La legge 30 luglio 2010 n. 122 ha disposto la soppressione dell'agenzia e il trasferimento dell'Albo nazionale dei segretari comunali e provinciali e delle relative funzioni e personale al Ministero dell'Interno.

### Il trattamento economico
Il trattamento economico dei segretari comunali e provinciali è articolato, come quello di tutti i dirigenti della pubblica amministrazione italiana, in tre componenti retributive:
- stipendio base;
- retribuzione di posizione (correlata alla funzione ricoperta con riferimento alla classe demografica del Comune o della Provincia e alle caratteristiche economico-territoriali);
- retribuzione di risultato (correlata ai risultati conseguiti, valutati annualmente).

Dal 2009 i valori lordi annui corrispondenti alle diverse componenti sono i seguenti:
| Qualifica                                                                  | Stipendio base | + Retribuzione di posizione  | + Retribuzione di risultato |
| -------------------------------------------------------------------------- | -------------- | ---------------------------- | --------------------------- |
| Segretario comunale di fascia A (+ di 65.000 ab.) e Segretario provinciale | € 47.015,77    | da € 23.518,00 a € 43.054,00 | fino a € 9.006,97           |
| Segretario comunale di fascia B (3.000/65.000 ab.)                         | € 47.015,77    | Da € 8.646,00 a € 26.102,22  | fino a € 6.382,17           |
| Segretario comunale di fascia C (- di 3.000 ab.)                           | € 37.612,59    | da € 8.140,00 a € 10.928,87  | fino a € 5.361,00           |

A queste cifre possono essere aggiunte le seguenti voci:
1) Diritti di segreteria: si tratta dei diritti derivanti dal rogito che il segretario percepisce in percentuale sul valore di taluni atti rogati e che per legge non possono superare 1/5 dello stipendio; tale voce retributiva, pur prevista nei vigenti contratti collettivi nazionali di lavoro, è stata poi parzialmente abrogata dal decreto legge 24 giugno 2014, n. 90 - convertito in legge 11 agosto 2014, n. 114. Negli enti dove è prevista la presenza di dirigenti, i diritti ora sono versati integralmente al comune o alla provincia interessata, mentre nei rimanenti i diritti sono percepiti dai segretari roganti.
2) Convenzione di segreteria: per la gestione associata del servizio di segreteria da parte di due o più comuni, è prevista una maggiorazione del 25% della retribuzione tabellare e di posizione in godimento.
3) "Scavalco": i segretari che coprono più di una sede di segreteria percepiscono una apposita maggiorazione, di importo pari al 15% o al 25% (a seconda della durata della reggenza e della contrattazione integrativa regionale) della retribuzione tabellare e di posizione in godimento per ogni sede aggiuntiva; non si considera, ai fini del calcolo, la maggiorazione spettante per la sede di segreteria convenzionata. L'ipotesi è ricorrente nei casi in cui risulti difficile il reperimento di un titolare.
4) Maggiorazione della retribuzione di posizione: i segretari a cui è attribuita la responsabilità di aree o servizi ai sensi dell'art. 97, comma 4, lett. d, del decreto legislativo 267/2000 hanno diritto ad apposita maggiorazione della retribuzione di posizione in misura percentuale massima variabile a seconda della fascia di appartenenza.
5) "Galleggiamento": qualora nel comune o nella provincia vi sia un dirigente che ha una retribuzione superiore a quella del segretario (può accadere nei comuni medio-grandi con riferimento alla retribuzione di posizione, essendo ormai quella tabellare stipendiale sostanzialmente equiparata), al secondo viene riconosciuta una retribuzione individuale aggiuntiva che compensi la differenza, in quanto è la figura più elevata nell'organigramma comunale o provinciale;
6) Indennità di direzione generale: nei soli comuni con popolazione superiore ai 100.000 abitanti al segretario possono essere conferite le funzioni aggiuntive di direttore generale, con retribuzione a parte che si aggiunge a quella contrattuale; tale retribuzione è contrattata individualmente caso per caso.

### Ilvicesegretario
Il regolamento sull'ordinamento degli uffici e dei servizi dell'ente può prevedere un vicesegretario per coadiuvare il segretario e sostituirlo nei casi di vacanza, assenza o impedimento (art. 97 del d.lgs. 267/2000). Il vicesegretario, a differenza del segretario, è in genere un dipendente del comune o della provincia che, nei comuni meno grandi (solitamente con popolazione minore ai 30.000 abitanti), ha il profilo professionale di funzionario amministrativo (categoria D del CCNL di comparto), mentre nei comuni maggiori è un dirigente.
Per lo svolgimento delle funzioni è comunque necessario il possesso del titolo di studio prescritto per l'accesso alla carriera di segretario comunale.

## La figura

### Nomina
Secondo l'art. 99 del d.lgs. 267/2000 il sindaco e il presidente della provincia nominano il segretario, scegliendolo tra gli iscritti all'Albo nazionale dei segretari comunali e provinciali. La nomina ha durata corrispondente a quella del mandato del sindaco o del presidente della provincia che l'ha proposta. Il segretario cessa automaticamente dall'incarico con il termine del mandato del sindaco e del presidente della provincia, continuando a esercitare le funzioni sino all'assunzione in servizio del nuovo segretario. È disposta non prima di 60 giorni e non oltre 120 giorni dalla data di insediamento del sindaco e del presidente della provincia, decorsi i quali il segretario è confermato.

### Funzioni
Secondo l'art. 97 del d.lgs. 267/2000 il segretario sovrintende allo svolgimento delle funzioni dei dirigenti e ne coordina l'attività, salvo quando il sindaco o il presidente della provincia abbiano nominato il direttore generale. Il segretario in ogni caso:
- partecipa con funzioni consultive, referenti e di assistenza alle riunioni del consiglio e della giunta e ne cura la verbalizzazione;
- esprime il parere di regolarità, in relazione alle sue competenze, su ogni proposta di deliberazione sottoposta alla giunta e al consiglio, nel caso in cui l'ente non abbia responsabili dei servizi;
- rogare tutti i contratti nei quali l'ente è parte e autenticare scritture private e atti unilaterali nell'interesse dell'ente;
- esercita ogni altra funzione attribuitagli dallo statuto o dai regolamenti, o conferitagli dal sindaco o dal presidente della provincia.

Inoltre, il segretario comunale e provinciale è il responsabile per la prevenzione della corruzione negli enti della cui segreteria è titolare ai sensi della legge 6 novembre 2012, n. 190. Tale attribuzione, unitamente alle funzioni "referenti" del segretario (cioè alle funzioni consultive e di assistenza agli organi politici) fanno dire che esso è garante della legalità generale dell'azione amministrativa nell'ambito del comune e della provincia.
Nei comuni con oltre 100.000 abitanti e nelle province il sindaco o il presidente della provincia possono conferire al segretario le funzioni di direttore generale qualora non sia stato nominato; in questi enti è possibile anche conferire le funzioni a un direttore esterno.

### Progressione di carriera
Trascorsi due anni dalla prima assunzione in servizio nella fascia professionale C, i segretari possono partecipare al corso-concorso denominato "Spe.S", indetta dal Ministero dell'interno. Superando questo corso concorso, conseguono l'idoneità a segretario generale, passano alla fascia B e possono essere nominati in comuni di classe III (con popolazione compresa tra 3.001 e 10.000 abitanti). Dopo due anni di servizio in enti di classe III, possono essere nominati in comuni di classe II (con popolazione compresa tra 10.001 e 65.000 abitanti).
Dopo due anni di servizio in enti di classe II, i segretari possono partecipare al corso concorso denominato "Se.F.A", indetto dal Ministero dell'interno. Superando questo corso concorso, passano alla fascia professionale A e possono essere nominati in comuni con popolazione compresa tra 65.001 e 250.000 abitanti non capoluoghi di provincia. Dopo due anni di servizio in tali comuni, possono essere nominati in comuni con più di 250.000 abitanti, comuni capoluoghi di provincia e province.

### Revoca
Il segretario può essere soggetto a revoca dell'incarico con provvedimento munito di motivazione del sindaco o del presidente della provincia, previa deliberazione della relativa giunta, per gravi violazioni dei doveri d'ufficio.